# Ozero Shel’fovoe
Der Ozero Shel’fovoe (norwegisch; russisch Озеро Шельфовое Osero Schelfowoje, deutsch ‚Küstennaher See‘) ist ein See an der Prinzessin-Astrid-Küste des ostantarktischen Königin-Maud-Lands. Er liegt in der Schirmacher-Oase.
Russische Wissenschaftler benannten ihn.